# Miramar (Moçambic)
Miramar és una cadena de televisió de Moçambic, instal·lada a Maputo, capital del país. El canal pertany a Record Internacional i és sintonitzada pel Canal 27 UHF.
És una cadena de TV de senyal oberta, amb cobertura nacional. El canal emet des de Maputo i té relleu en les altres províncies del país. Pertany a la mateixa xarxa que Rádio Miramar, que emet a Maputo, Beira i Nampula.

## Història
Miramar va ser fundada el 1998, iniciada i estructurada per Arnaldo Lanzeloti el 1998. La cadena es va reestructurar l'1 de gener de 2010, quan Record Europa es va fer càrrec de la seva administració.
Com a resultat es va introduir una nova graella que transmetrà programes de Record i més programes lcoals. Entre aquests últims destaquen Balanço Geral, Contacto Directo, Atracção, Belas Manhas, Fala Moçambique, entre d'altres.
La nova direcció del Miramar és formada pel cap José Guerra, pel director de Planificació Estratègica Paulo Henrique Rodrigues, i el director administratiu i financer José Wanderlei.

## Premis i indicacions
| Any  | Premi                              | Categoria                                 | Indicació | Resultat  |
| ---- | ---------------------------------- | ----------------------------------------- | --------- | --------- |
| 2013 | CNN MultiChoice African Journalist | Imprensa e televisão de Língua Portuguesa |           | Guanyador |